# Амурский лиман
Аму́рский лима́н — северная часть Татарского пролива между материковой Азией и островом Сахалин. Соединяет Сахалинский залив Охотского моря с Татарским проливом через пролив Невельского. Относительно принадлежности Амурского лимана к Сахалинскому заливу и, следовательно, Охотскому морю, либо к Татарскому проливу и, соответственно, к Японскому морю, мнения различных авторов расходятся — БСЭ относит Амурский лиман к Японскому морю, а Международная гидрографическая организация — к Охотскому.

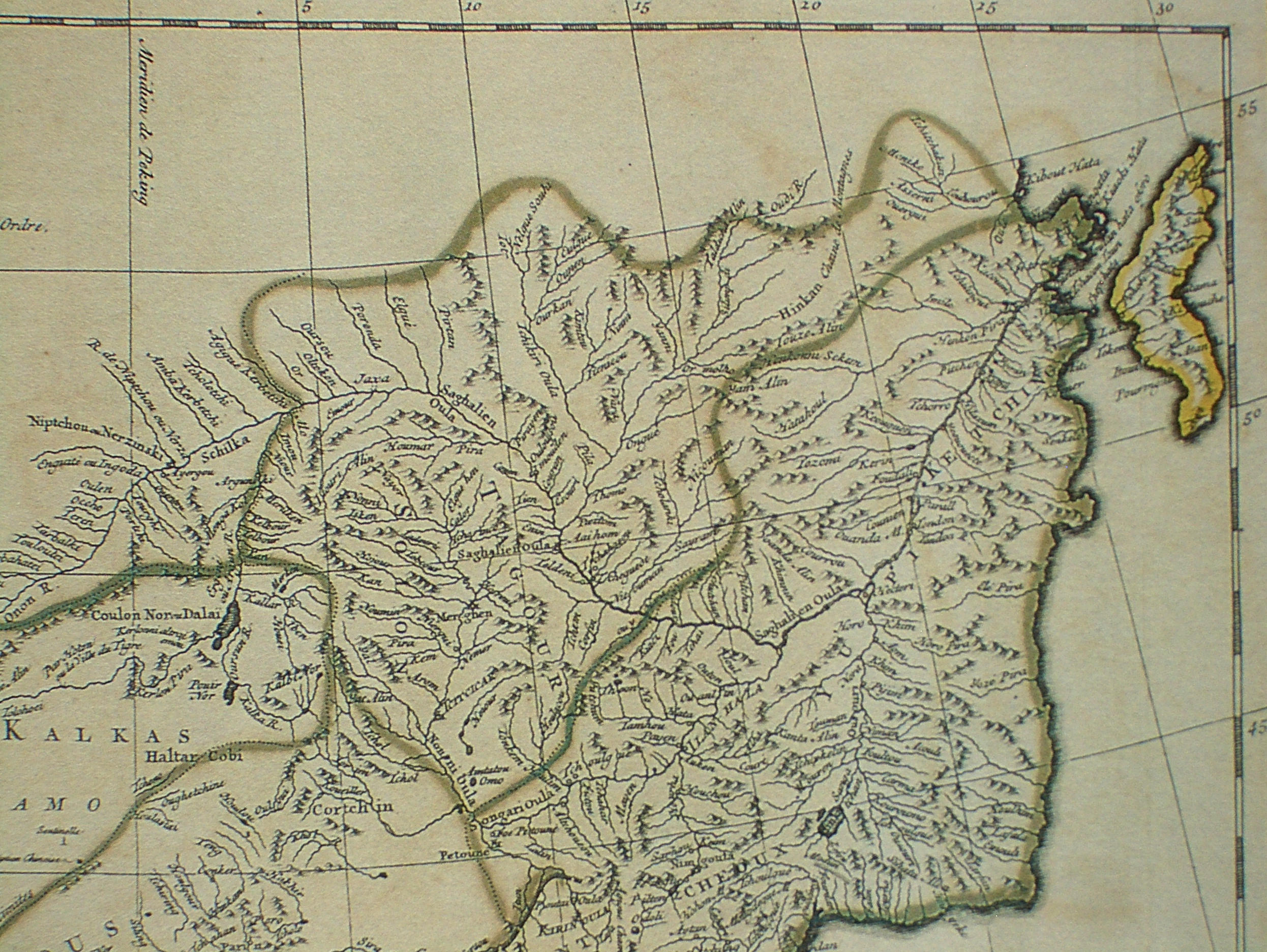
Амурский лиман на карте «китайской Татарии» 1735 г. Данные по материалам иезуитской экспедиции 1709 г

## Гидрография
Длина около 185 км, наибольшая ширина около 40 км, средние глубины в пределах 3 — 4,5 м. С ноября по май покрыт льдом. Площадь поверхности — 4700 км². В Амурский лиман впадает река Амур, а также множество других более мелких рек с континента и Сахалина, поэтому его вода классифицируется как солоноватая (от 5 до 15 ‰) (для сравнения, вода Охотского моря классифицируется как солёная и имеет солёность от 30 ‰ до 34,5 ‰). Пролив играет важную роль в водообмене между Охотским и Японским морями: здесь берёт начало холодное Приморское течение, также известное как Лиманское течение и течение Шренка).

## Острова и архипелаги
В Амурском лимане расположено значительное количество необитаемых островов:
- о. Беляков
- о. Ближний
- о. Большой
- о. Уюзют
- о-ва Частые
  - о. Гиамиф
  - о. Чиртамиф
  - о. Тюрмус
  - о. Матемиф
  - о. Хагимиф
  - о. Пиламиф
  - о. Большой Велямиф
  - о. Малый Велямиф
- о. Малый Чомэ
- о. Большой Чомэ
- о. Чакмут
- о. Огиби[7][8]

Мыс Берха нанесён на карту в 1849 году экипажем транспорта «Байкал», тогда же назван Г. И. Невельским по фамилии лекаря транспорта В. Г. Берга, название на карты наносится с искажением фамилии.

## Фауна
- Японский мохнаторукий краб
- Калуга